# 국도 제179호선 (일본)

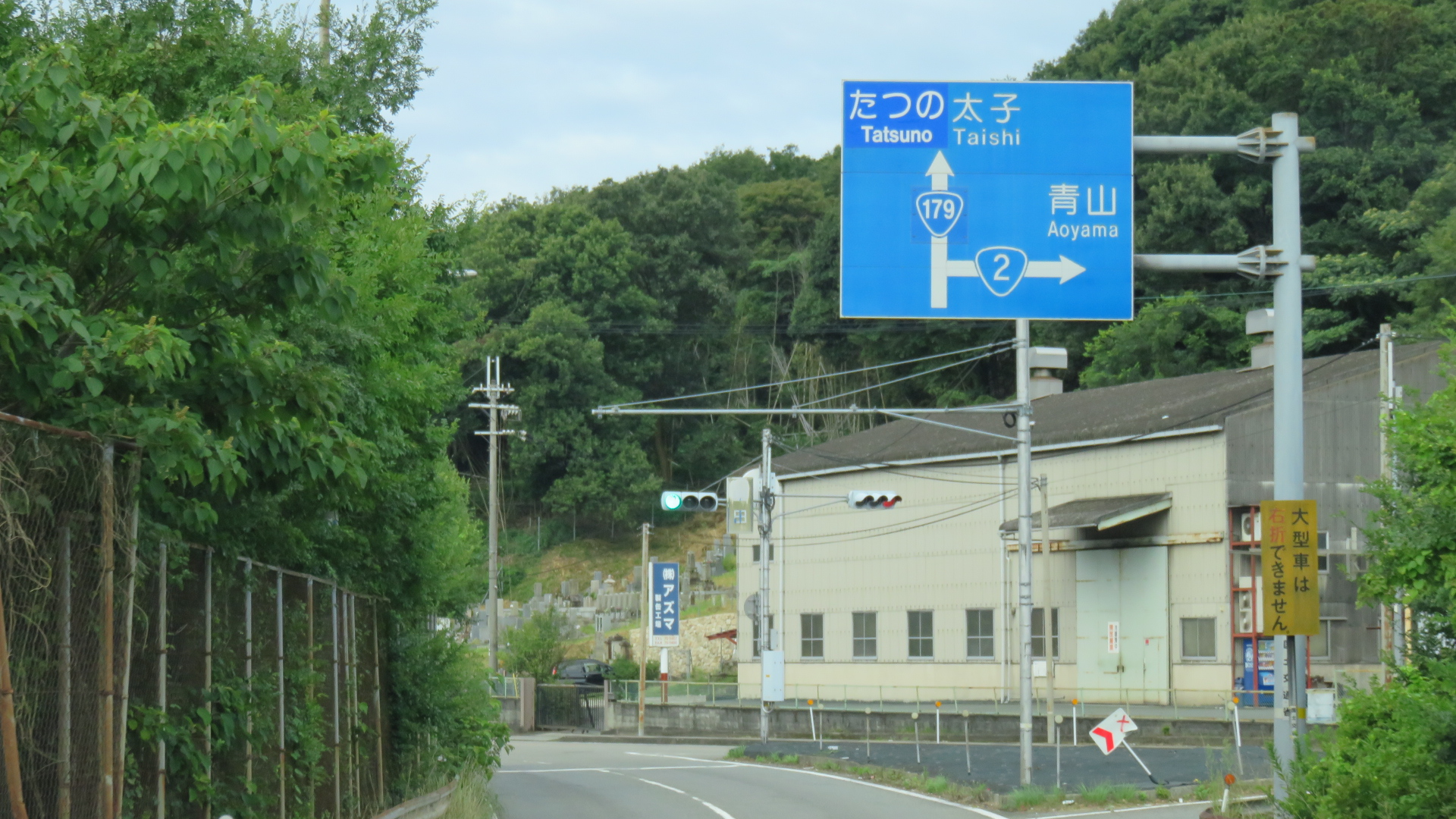
국도 179호선 기점 부근
효고현 이보군 다이시정 야마다 교차로 (국도 제2호선과의 교차점)

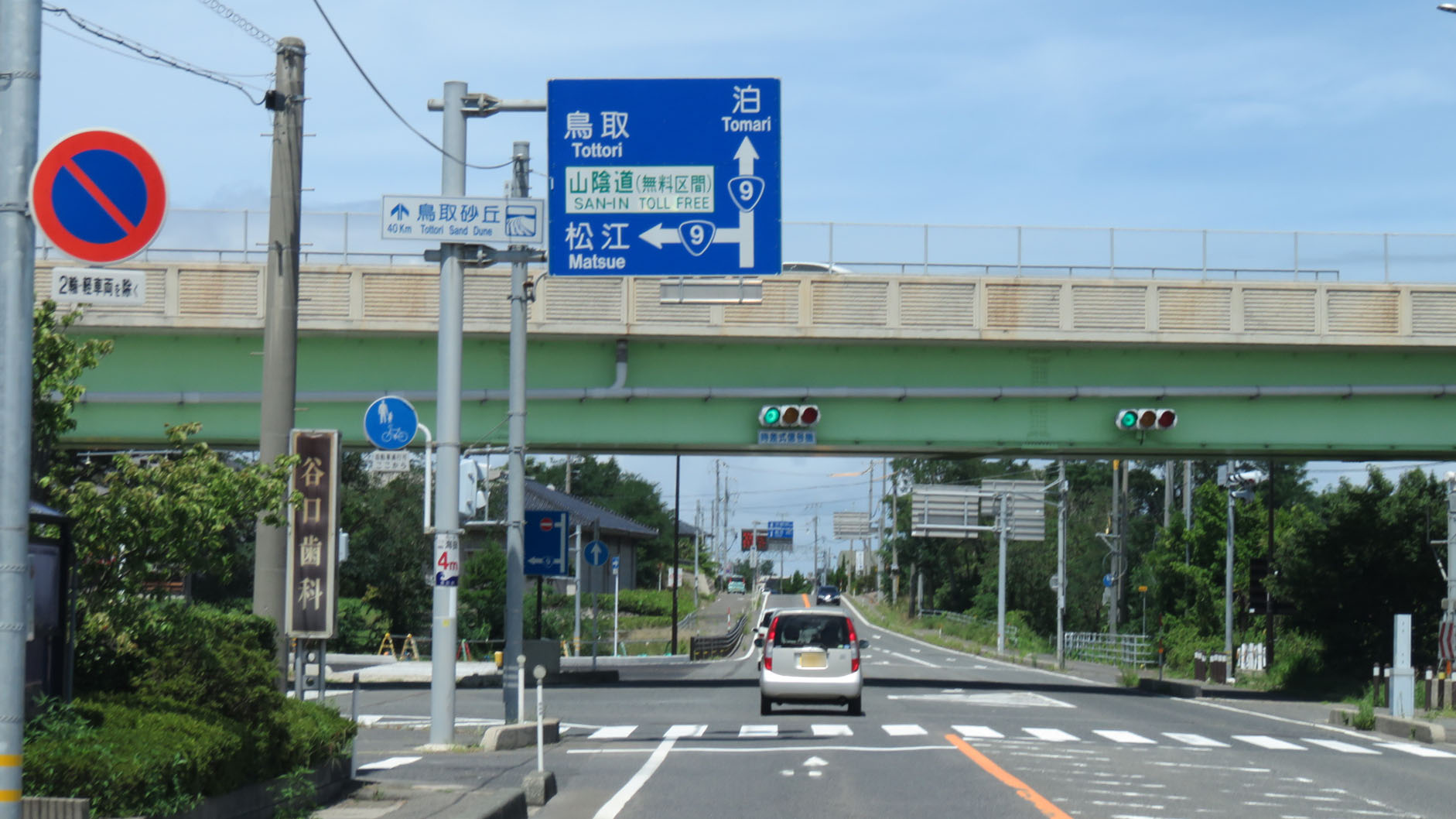
국도 179호선의 종점
돗토리현 도하쿠군 유리하마정 나가세히가시 교차로

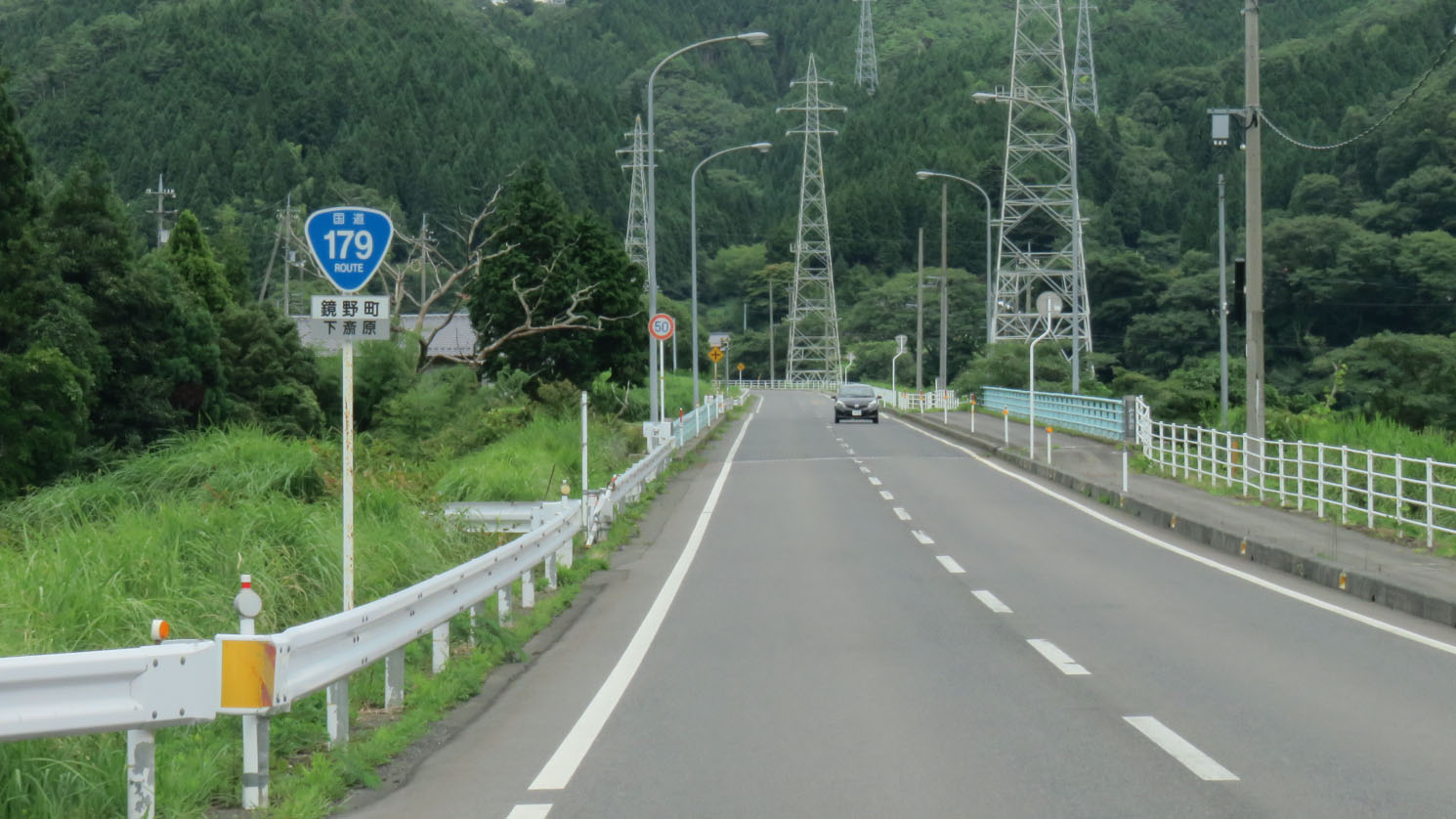
오쿠쓰-가미사이바라 바이패스
오카야마현 도마타군 가가미노정

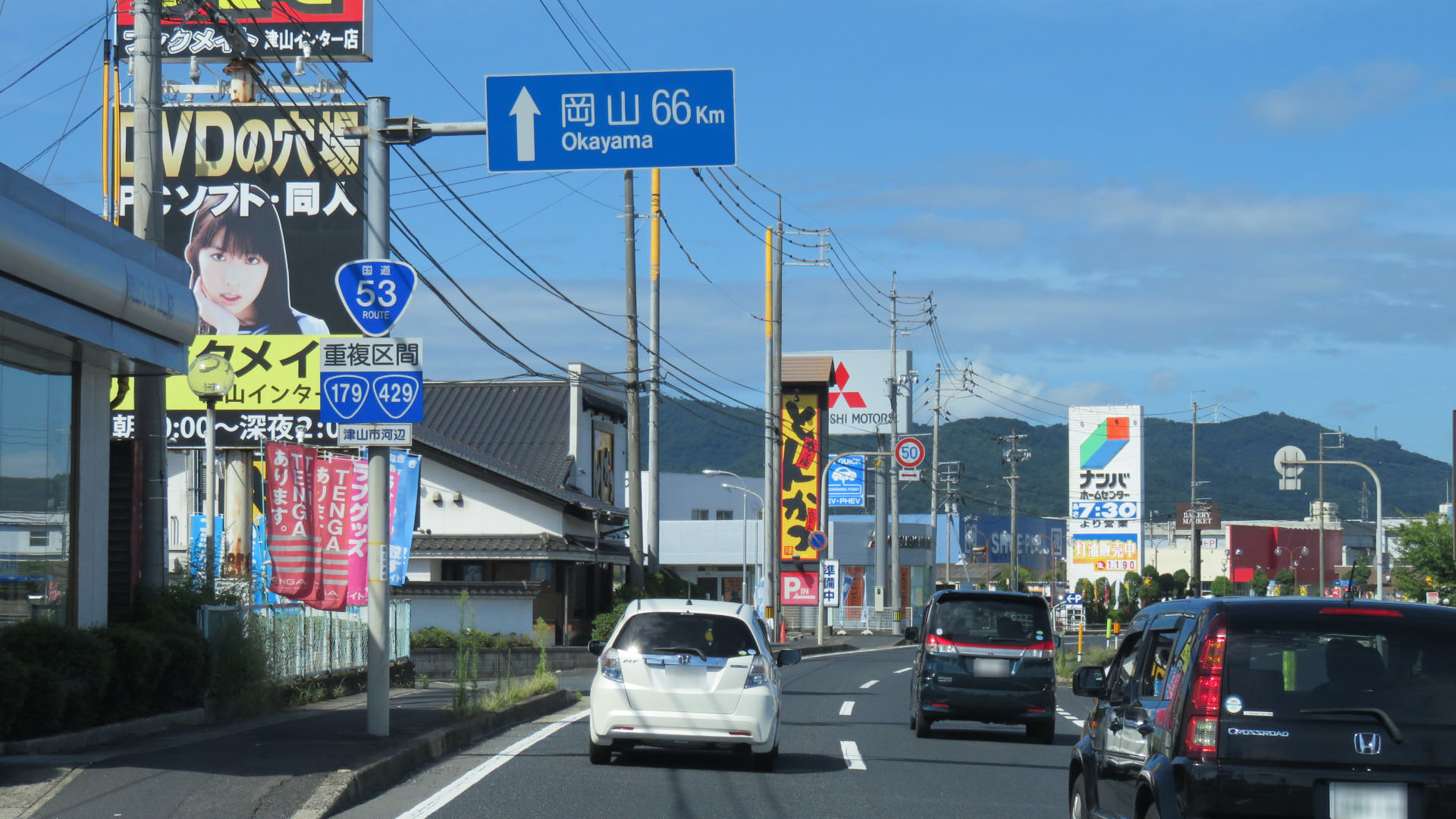
국도 제53호선과 국도 제429호선 (일본)과의 중복
오카야마현 쓰야마시 가와나베

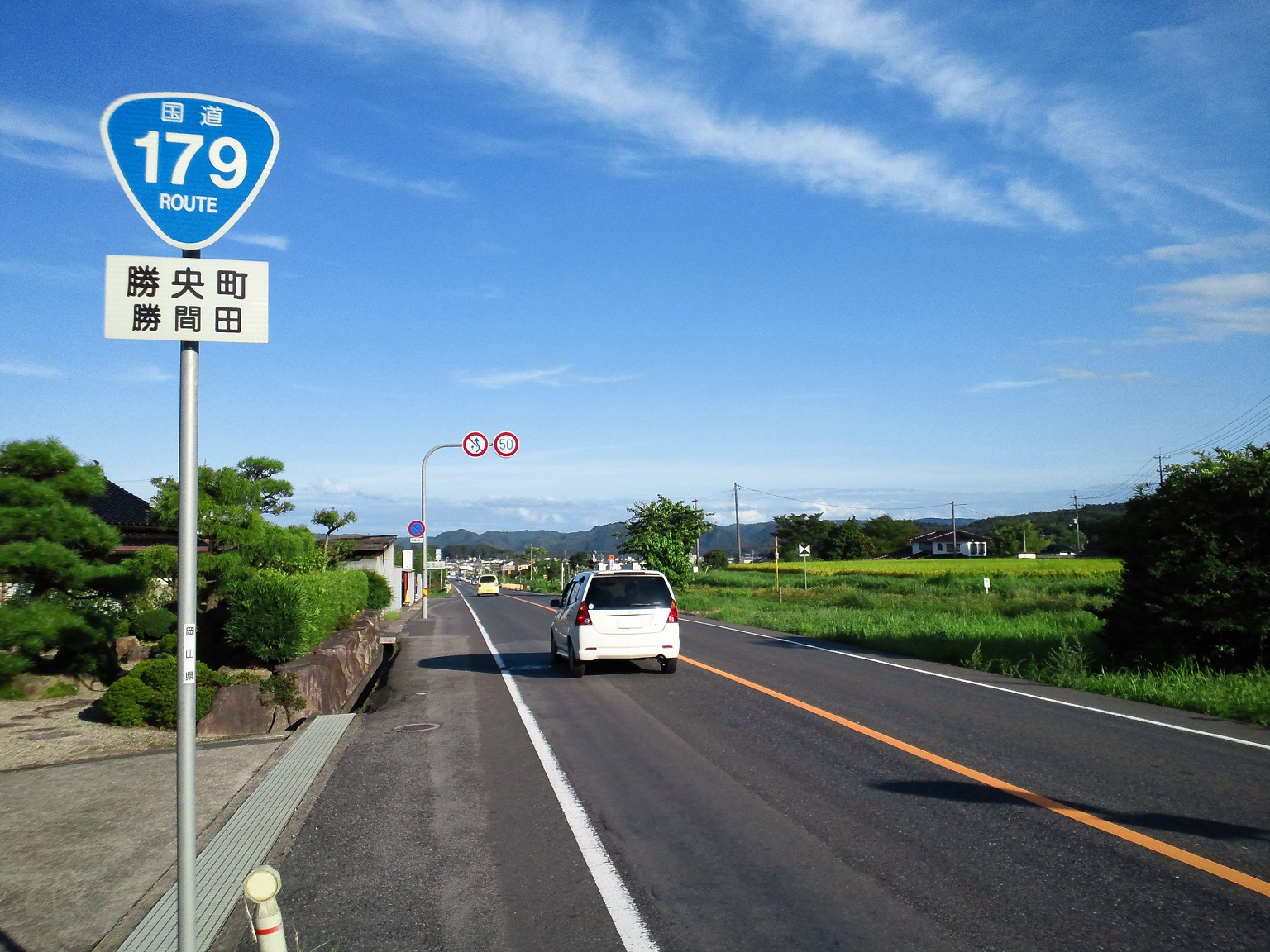
오카야마현 가쓰타군 쇼오정 가쓰마다
(2013년 9월)

국도 제179호선(일본어: 国道179号)은 효고현 히메지시에서 와카야마현 쓰야마시를 거쳐 돗토리현 도하쿠군 유리하마정까지 이르는 총 연장 153.7km의 거리를 이루는 일본의 일반 국도이다.

## 개요
기점에서는 국도 제2호선과의 중복 구간이 약 900m가 있으나, 실질적으로는 히메지 바이패스, 다이시-다쓰노 바이패스의 다이시히가시 램프로, 종점은 국도 제9호선과 접촉되어 있다. 그러나 중도에는 효고현 사요정 가미초와 가미쓰키 사이의 구간은 국도 제373호선 (일본)을, 오카야마현 쓰야마시의 신카나와베에서 잇포 사이의 구간 역시 국도 제53호선을, 가가미노정 가미사이바라에서 돗토리현 미사사정 아나가모 사이의 구간 역시 국도 제482호선 (일본) 등이 각각 중복되어 있는 구간으로 이룬다. 그래서 오카야마현 가가미노정에서는 구 오쿠쓰정(지금의 가가미노정) 일원을 중심으로, 도마타 댐이 이미 형성되었기 때문에 오히려 수몰 위험성이 커지면서, 구 가가미노정에서 구 가미사이바라촌 사이의 구간에 한하여 국도 구간이 새롭게 교체되었고, 개수 공사의 시행에 따라 쓰야마에서 구라요시 사이의 구간에 대해 소요 시간이 크게 단축시켰다.

### 노선 정보
일반 국도의 노선을 지정하고 있는 정령에 의거한 기종점 및 경유지는 다음과 같다.
- 기점 : 히메지시 (이보군 다이시정의 경계지점 부근 = 국도 제2호선상)
- 종점 : 돗토리현 도하쿠군 유리하마정 (나가세히가시 교차로 = 국도 제9호선과의 교점)
- 중요한 경과지 : 효고현 이보군 다이시정, 다쓰노시(일본어판, 중국어판)[1], 사요군 사요정, 같은 군 고즈키정[2], 오카야마현 아이다군 미마사카정[3], 도마타군 가미사이바라촌[4], 돗토리현 도하쿠군 미사사정, 구라요시시
- 총 연장 : 153.7 km[5]
- 중용 연장 : 7.4 km[6]
- 미공용 연장 : 없음
- 실제 연장 : 146.3 km[7]
  - 현도 : 140.4 km[8]
  - 구도 : 없음
  - 신도 : 5.9 km[9]
- 지정 구간 : 국도 제2호선, 국도 제53호선과의 중복 구간 (효고현 히메지시 (기점) - 이보군 다이시정·다이시히가시 램프, 오카야마현 쓰야마시 신카나와베 교차로 - 잇포 교차로 등)

## 역사
도로법(쇼와 27년 법률 제180호)을 근거하여 최초로 지정된 국도 노선의 구상안에 따르면, 1953년 당시의 시점상 국도 179호선으로 지정된 것은 쓰야마에서 지즈를 거쳐 돗토리까지 연결되는 오카야마 돗토리 선이었다. 그러나 이 도로는 지금의 국도 제53호선에 해당된다. 그래서 1급 국도 53호선으로 승격하게 되면서 179번 국도는 사실상 결번 처리된 상태이다. 그러다가 1963년 4월 1일부터 새로운 179번 국도가 지정되자, 히메지 - 구라요시 선으로 새로이 지정되었다.

### 연표
- 1963년 4월 1일 : 2급 국도 179호 히메지 구라요시 선(효고현 히메지시 - 돗토리현 도하쿠군 하와이정)으로 지정 시행[10]
- 1965년 4월 1일 : 도로법 개정에 따라 1·2급 구간을 없애고 일반 국도 179호선으로 형식상 변경.

## 지리

### 통과하는 지자체
- 효고현
  - 히메지시 - 이보군 다이시정 - 다쓰노시 - 사요군 사요정
- 오카야마현
  - 미마사카시 - 가쓰타군 쇼오정 - 쓰야마시 - 도마타군 가가미노정
- 돗토리현
  - 도하쿠군 미사사정 - 구라요시시 - 도하쿠군 유리하마정

### 통과하는 도로
고속도로
- 주고쿠 자동차도
- 산인 자동차도(일본어판, 중국어판)

일반 국도
- 국도 제2호선
- 국도 제9호선
- 국도 제53호선
- 국도 제181호선
- 국도 제373호선 (일본)(일본어판)
- 국도 제374호선 (일본)(일본어판)
- 국도 제482호선 (일본)(일본어판)

### 통과하는 고개
- 아이사카 고개(일본어판)
- 닌교 고개(일본어판)

### 통과하는 노선 버스
- 주테스홋쿠부 버스(일본어판)
- 신키 버스(일본어판)
- 니혼 교통(일본어판)
- 히노마루 자동차(일본어판)